# Citronellal
Citronellal, také nazývaný rodinal, je monoizoprenoidový nenasycený aldehyd, který je mimo jiné součástí citronelového oleje. Jedná se o hlavní složku oleje z rostlin z rodu voňatka. (S)-(−)-enantiomer citronellalu tvoří kolem 80 % oleje z rostliny Citrus hystrix a je zodpovědný za její charakteristické aroma.
Citronellal je také účinným repelentem. Rovněž má fungicidní účinky.